# Dasineura peinei
Dasineura peinei är en tvåvingeart som först beskrevs av Ewald Rübsaamen 1890.  Dasineura peinei ingår i släktet Dasineura och familjen gallmyggor. Inga underarter finns listade i Catalogue of Life.